# Jean-Antoine Nollet

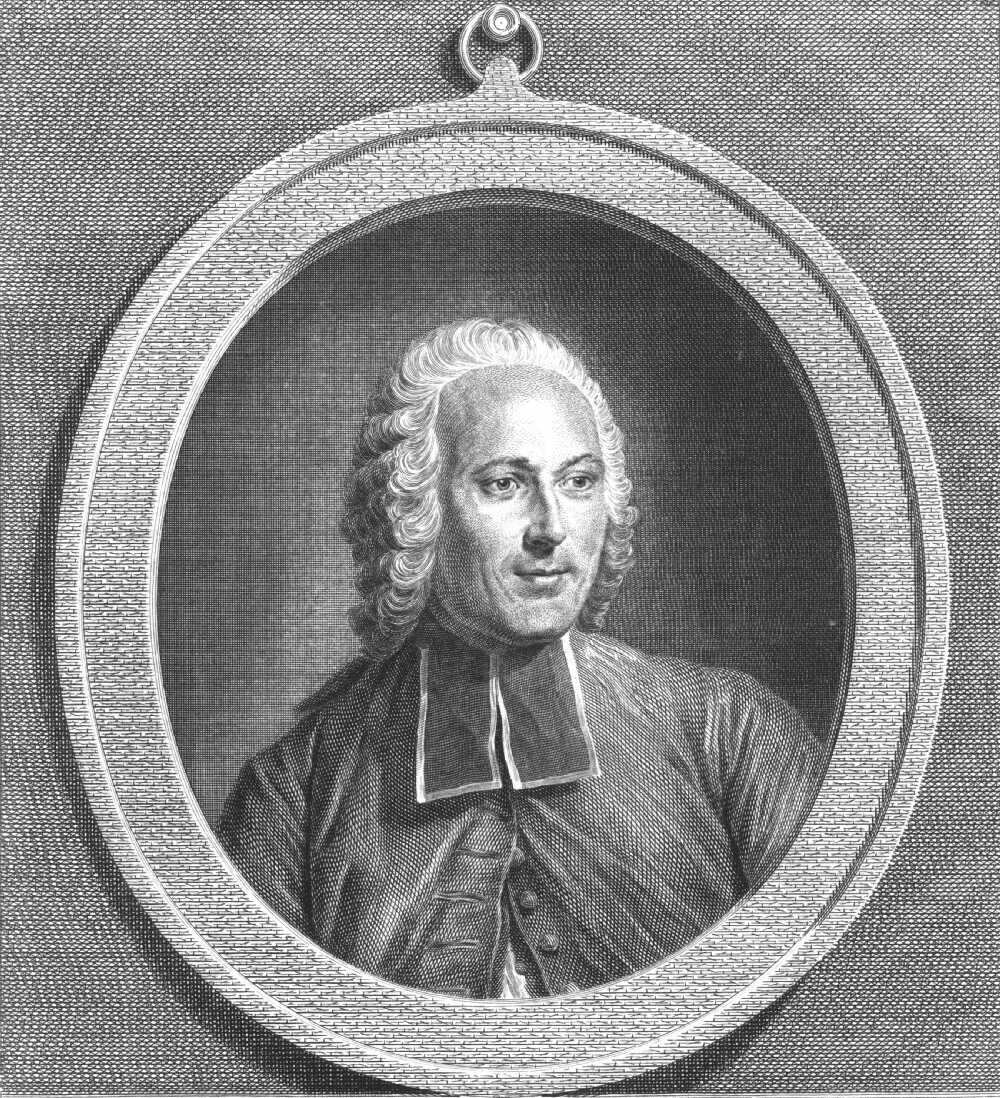
Jean-Antoine Nollet.

Jean-Antoine Nollet (Abbé Nollet, * 19. November 1700 in Pimpré bei Noyon; † 24. April 1770 in Paris) war Geistlicher und der erste französische Professor für Experimentalphysik.

## Leben
Nollet war der Sohn eines armen Bauern und studierte Theologie und Philosophie in Beauvais und Paris und war dann Diakon in der Diözese von Noyon. Bei seinem Studium kam er auch unter den Einfluss des Physikers René de Réaumur, der ihm sein Labor zur Verfügung stellte. Er unternahm Experimente vor allem zur damals noch neuen Elektrizitätslehre. 1734 unternahm er mit dem Physiker Abbé du Fay (auch Dufay geschrieben) eine Reise in die Niederlande und nach London, wo er in die Royal Society aufgenommen wurde. Er hielt längere Zeit in Paris öffentlich Vorlesungen über Experimentalphysik. Unter anderem demonstrierte er 1746 dem König Ludwig XV. die Wirkung der Elektrizität durch die statische Aufladung (mit einer Leidener Flasche) von 240 Gardisten und danach in Paris an 700 Kartäusermönchen, die er mit Kabeln elektrisch leitend verband und zu seiner Genugtuung die instantane Wirkung der Elektrizität beobachten konnte. Auf Einladung des Herzogs von Savoyen richtete er eine Physik-Professur in Turin ein. 1739 wurde er Mechaniker (Mécanicien adjoint) und 1742 Mitglied der Akademie der Wissenschaften. Ab 1753 war er Professor für Physik am Collège de Navarre in Paris und ab 1761 Professor an der Artillerie- und Ingenieursschule in Mézières. Ab 1757 war er Pensionär der Akademie der Wissenschaften. Seit 1767 unterrichtete er auch die Kinder des Königs.
Er polemisierte stark gegen den von Benjamin Franklin entwickelten Blitzableiter, obwohl er sich auch schon vor Franklin für die Ähnlichkeit eines elektrischen Funkens und des Blitzes aussprach. Als Folge dieser Polemiken wurde der erste französische Blitzableiter, auf dem Dach der Akademie der Wissenschaften zu Dijon, erst drei Jahre nach Nollets Tod installiert. Von ihm stammt ein mehrbändiges Lehrbuch der Experimentalphysik, das in mehrere Sprachen übersetzt wurde.
Nollet gilt als Entdecker der Osmose (1748) und er erfand auch ein Elektroskop. Von Nollet stammt die Bezeichnung Leidener Flasche, die er nach dem aus Leiden stammenden Pieter van Musschenbroek benannte, den er für den Erfinder hielt. Nollet soll auch einer der ersten gewesen sein, der Lebewesen (Spatzen) mit Elektrizität aus einer Leidener Flasche tötete.
Er war der Großonkel des belgischen Erfinders Floris Nollet.

## Schriften
- Lecons de physique experimentale, 6 Bände, 4. Auflage 1754–1764, englische Ausgabe London 1752, italienisch Neapel 1780, deutsche Übersetzung: Vorlesungen der durch Versuche bestätigten Naturlehre, Erfurt 1773–1776, 2 Bände
- L’art des expériences, ou avis aux amateurs de la physique sur le choix, la construction et l'usage des instruments, sur la préparation et l'emploi des drogues qui servent aux expériences, 2. Auflage Paris 1770
- Essai sur l’electricité des corps, Paris 1746
- Recherches sur les causes particulieres des phénoménes électriques, Paris 1749
- Lettres sur l’électricité, Paris 1753
- Cours de physique expérimentale, Paris 1735
- Programme ou Idée générale d'un cours de physique expérimentale, Paris 1738